# Harriet Morgan
Harriet Scott Morgan (1830 - 16 de agosto de 1907) fue una de las mejores ilustradores de historia natural de Australia del siglo XIX y, junto con su hermana Helena Scott, de las primeras ilustradoras mujeres profesionales en Australia. Las hermanas eran también amateurs naturalistas y recolectoras, logros raros para mujeres de su tiempo. Fueron reconocidas por sus magníficos dibujos de polillas y mariposas para la publicación del primer volumen de su padre Alexander Walker Scott Australian Lepidoptera & Their Transformations.

## Biografía
Harriet era la hija de Alexander Walker Scott, entomólogo y emprendedor y de Harriet Calcott.  Harriet nació en Sídney y ella y su hermana Helena fueron educadas por su padre en Ash Island. A través de su educación adquirieron conocimiento extenso del mundo natural, incluyendo plantas australianas, animales e insectos.

## Ilustradora profesional

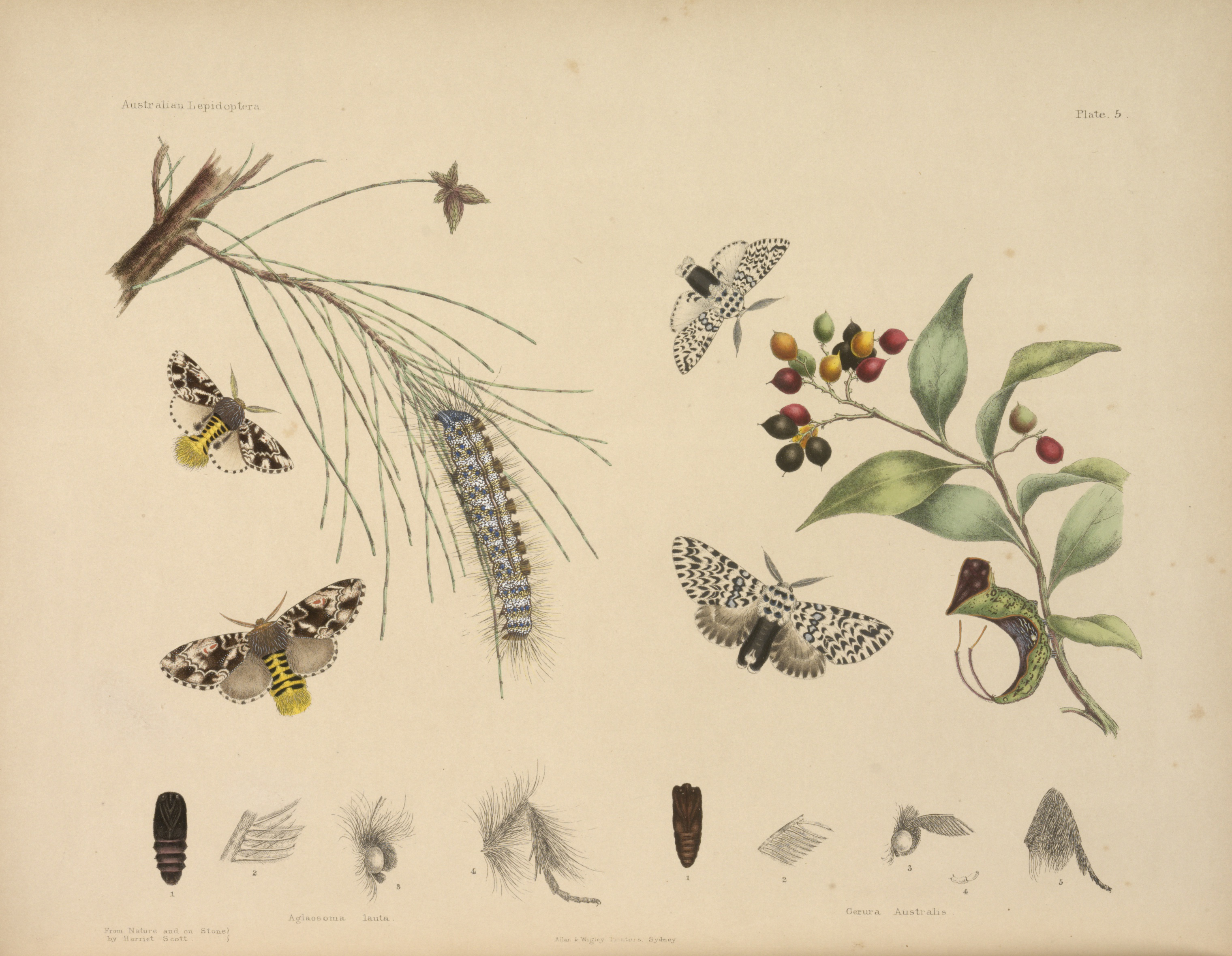
Aglaosoma lauta & Cerura Australis.

Harriet ganó admiración y elogio de científicos coloniales principales, a quienes ella les recolectaba y mantenía correspondencia. Después de la publicación de "Australian Lepidoptera and their transformations, drawn from the life by Harriet and Helena Scott", fue elegida miembro honoraria del Entomological Society de NSW. Sin embargo, ella estaba limitada por su clase y posición en la sociedad. Su padre sufrió dificultades financieras en la década de 1860, pero sin importar cómo pasó a la pobreza, no quería que ninguna de sus hijas aceptara comisiones, firmar sus propios dibujos publicados o ser formalmente educadas, sin embargo Alexander Scott finalmente cedió y permitió a sus hijas firmar sus dibujos publicados. Harriet se vio obligada a trabajar cuando se declaró en bancarrota; y,  dibujó y pintó comercialmente por el resto de su vida. Harriet dibujó ilustraciones botánicas para las ediciones 1879, 1884 y 1886 de la Guía de Ferrocarril a Gales del sur, y con su hermana produjo diseños para las primeras tarjetas de Navidad de Australia, en 1879.

## Publicaciones
Harriet era una de los ilustradores para la publicación de Australian Lepidoptera & Their Transformations escritas por su padre Alexander Walker Scott. El éxito del Lepidoptera les dio muchas oportunidades a las hermanas. Aparte de ganar la membresía honoraria de la Sociedad Entomológica de NSW, Harriet recibió copiosas peticiones de comisiones. Las décadas siguientes la vieron con Helena producir la mayor parte del arte para las publicaciones científicas en Sídney incluyendo Gerard Krefft  Culebras de Australia (1869), Restos de Fósil australiano (1870) y Mamíferos de Australia (1871), Edward Ramsay es On the Oology of Australia (propuesto mas no publicado) y JC Cox  Monografía de Conchas de Tierra australiana (1868). Su trabajo es todavía hoy, utilizado por científicos.

## Muerte y legado
Harriet falleció en Granville en 1907, no dejando descendientes.
Harriet, con su hermana Helena, fueron grandemente olvidadas, hasta la exposición de 2011 Beauty from Nature: art of the Scott Sisters, en el Museo australiano en Sídney.

## Galería de ilustraciones de su autoría

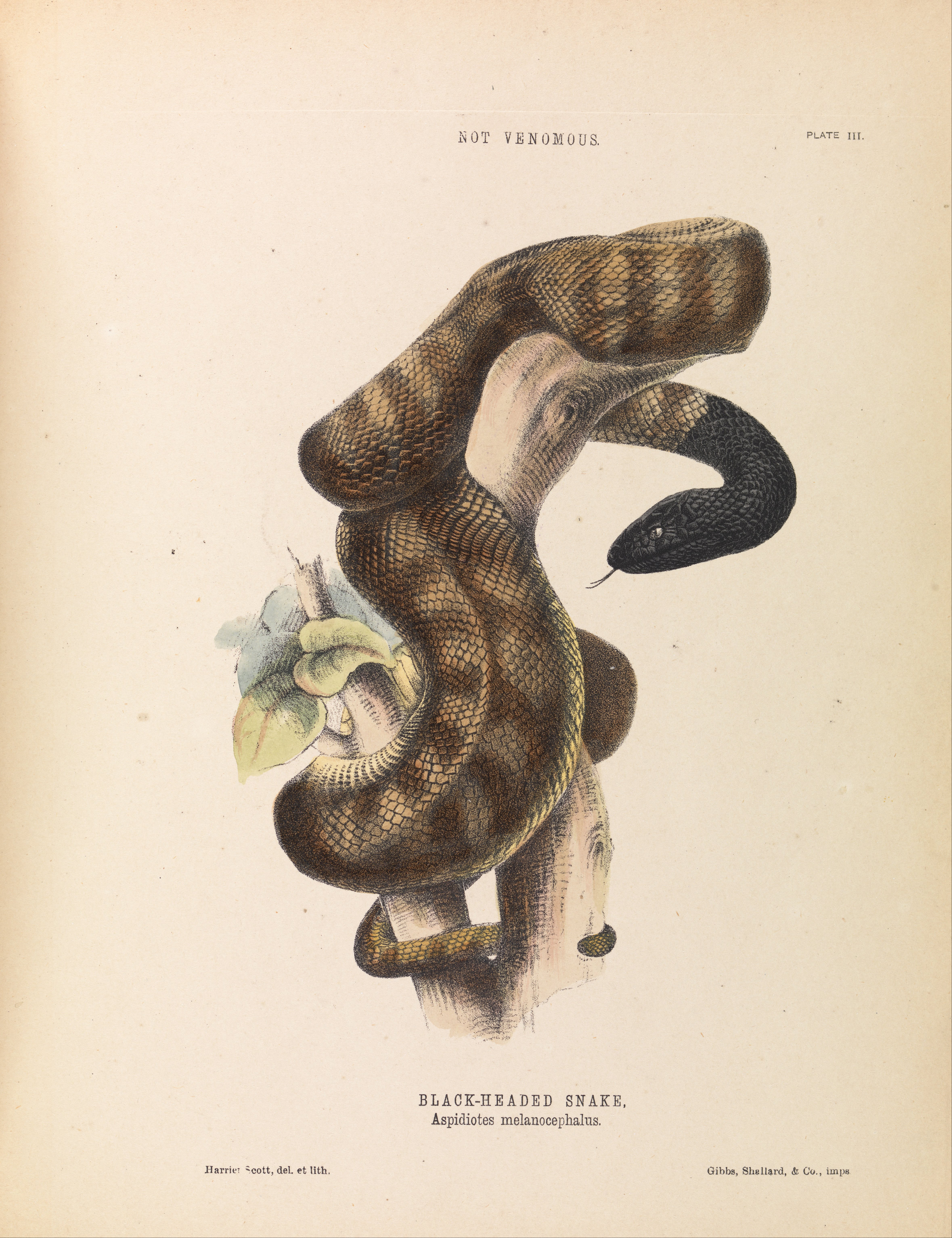
Aspidiotes melanocephalus
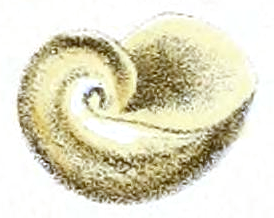
Helicarion mastersi
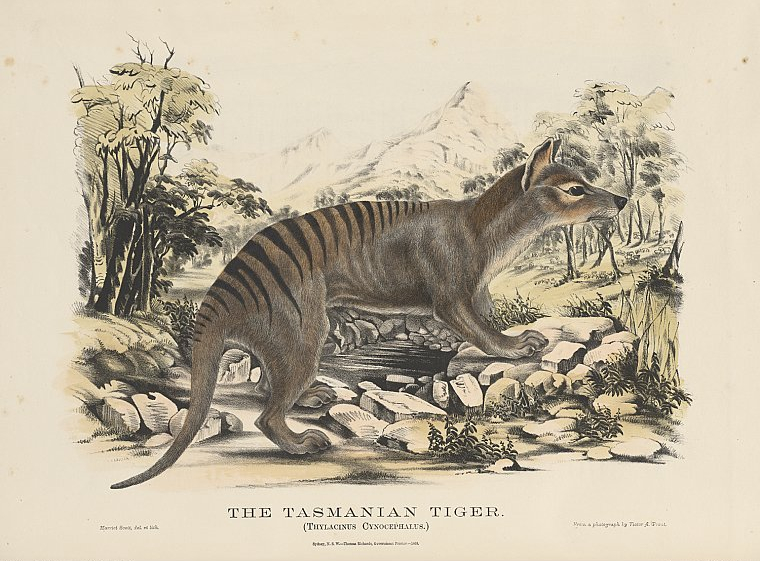
Dibujo de un tigre.